# تپه قورگوری
تپه قورگوری مربوط به دوره اشکانیان است و در شهرستان گیلانغرب، بخش مرکزی، دهستان ویژنان، ۳۰۰ متری شرق روستای قشقه واقع شده و این اثر در تاریخ ۲۶ اسفند ۱۳۸۷ با شمارهٔ ثبت ۲۵۳۹۹ به‌عنوان یکی از آثار ملی ایران به ثبت رسیده است.